# Universidad Nacional Autónoma de Honduras
Universidad Nacional Autónoma de Honduras är ett universitet i Honduras.   Det ligger i departementet Departamento de Francisco Morazán, i den sydvästra delen av landet, i huvudstaden Tegucigalpa.